# Georges Gaillard
 (novembre 2013).
 (novembre 2013).
 (novembre 2013).
Georges Philippe François Gaillard, né à Bougie (Algérie) le 26 janvier 1877, mort à Grasse (Alpes-Maritimes) le 22 novembre 1953, est un sous-préfet et homme de lettres françaises qui fut également industriel et officier du 2e bureau durant la Première Guerre mondiale.

## Biographie
Georges Gaillard descend d'un magistrat lyonnais qui fut un Républicain déporté en Algérie pour avoir soutenu la révolte des canuts de Lyon lors de leur insurrection contre le régime de Louis-Philippe. Ayant fait souche en Algérie, les Gaillard comptèrent parmi les familles importantes, apparentés aux Borgeaud et à Rocas, premier maire d'Alger. On y trouve principalement des juristes, avocats, avoués, un conservateur des hypothèques, etc.
Paul Gaillard, père de Georges, fut avocat et bâtonnier permanent du barreau de Constantine. Esprit humaniste et éclairé, il luttait pour la liberté de conscience et le pluralisme religieux, recevant à sa table alternativement l'évêque et le grand rabbin. Les trois frères de Georges Gaillard, tous engagés volontaires en 1914 se distinguèrent durant la guerre : le docteur Marcel Gaillard, mort pour la France fut décoré de la Légion d'honneur à titre posthume ; Maurice Gaillard, avocat à la cour d'appel d'Alger, président de la Société des médaillés militaires d'Alger et époux de la romancière Lucienne Favre, fut grièvement blessé aux Dardanelles et fait chevalier de la Légion d'honneur (trois citations) ; le médecin général Raoul Gaillard, grièvement blessé sur la Somme fut élevé au grade de commandeur de la Légion d'honneur (cinq citations)
Georges Gaillard fit ses études à Paris où il obtint sa licence puis son doctorat de droit. Plus jeune avocat de France au barreau d'Alger, il abandonna rapidement cette profession après avoir dû assister son client arabe condamné à la peine capitale, peine à laquelle il était opposé. Il s'engage alors dans l'administration préfectorale puis fut chef de cabinet du ministre de la Marine.
Après avoir épousé en premières noces l'héritière des Laminoirs Tréfileries de Lens, il quitte la préfectorale pour prendre la tête de cette entreprise. Il lui donna un nouveau souffle et s'investit également dans d'autres entreprises. 
Parallèlement en tant que militant radical-socialiste, opposé à la droite anti-dreyfusarde et admirateur de Jaurès, il développa une activité sociale importante et pionnière notamment dans son usine de Lens, ce qui lui valut une motion de félicitation de la Commission internationale du Travail.
Engagé volontaire comme ses frères en 1914, il accomplit d'importantes missions périlleuses comme officier du 2e bureau. Sous le couvert d'une mission du ministre du Commerce auprès du royaume des Pays-Bas il fut sous-chef du 2e bureau à La Haye, en liaison avec l'Intelligence Service à Folkestone. Blessé en territoire ennemi, il demande néanmoins à être réinvesti aussitôt. Il est missionné par le maréchal Joffre pour rechercher et reconduire personnellement des éléments de troupe encerclés dans la forêt des Ardennes après la  bataille de Charleroi. À cette occasion, parmi les 622 Français qu’il parvient à faire évader, il ramène en Hollande un capitaine grièvement blessé qui est le futur général Giraud.
À la demande du ministère des Affaires étrangères, il écrivait des articles sous le couvert de l'anonymat dans les journaux français pour dénoncer les exactions allemandes en Belgique dont il était informé par ses missions. Il était officiellement correspondant de plusieurs journaux.
Dans le cadre de ses missions pour le gouvernement français, il fut reçu à la Cour de Hollande en 1915 et participa accessoirement à l'organisation d'une soirée artistique au Théâtre royal de la Haye. La Reine de Hollande lui fit don en remerciement d'un précieux nécessaire de bureau.
Entre 1916 et 1917, mandaté par Georges Clemenceau, il est envoyé pour plusieurs missions secrètes en Espagne. Il négocie pour la Direction générale des fabrications d'artilleries du Ministre de la Guerre pour obtenir des accords entre le Comité des Forges de France, dont il est Délégué, et les métallurgistes espagnols pour des approvisionnements de métaux destinés à l'armée française, depuis la Hollande. Il accomplit également plusieurs missions spéciales du Ministre de la Marine en Espagne, en tant qu'administrateur de la Société des Chantiers du Sud-Ouest.
Ayant soutenu le capitaine Dreyfus lors de la célèbre affaire, il était lié à son frère, Mathieu Dreyfus. Durant la Deuxième Guerre mondiale, il recueille et cache dans sa propriété de campagne les enfants de la petite-fille de Mathieu Dreyfus (petite-nièce de Dreyfus) pour les soustraire à la déportation. En raison de son lien ancien avec le général Giraud à qui il avait sauvé la vie, il est tuteur des enfants Giraud (petits-enfants du général) et parvient à empêcher à cette même époque, qu'ils soient emmenés en Allemagne.
Après la guerre, en 1947, conscient des importants appuis que le général Giraud a dans l'armée, il travaille secrètement à une réconciliation De Gaulle-Giraud. Il intervient auprès du ministre André Malraux avec qui il est en termes cordiaux et à qui il adresse un mémoire complet sur l'entente franco-américaine et les rapports Giraud-Eisenhower-Roosevelt dans l'espoir d'aider à « l'œuvre de réconciliation et de rassemblement entreprise ».
Grand lettré, il eut aussi des activités dans la presse littéraire. Il était cousin de Nina de Callias (dite Nina de Villard), égérie des poètes du Parnasse et grande passion de Charles Cros qui lui dédia son « Coffret de santal » . Elle accueillit dans son salon les plus grands noms de l'Art et de la Littérature de la fin du XIXe siècle : Courbet, Verlaine, Rimbaud, Villiers de L'Isle-Adam, Leconte de Lisle, 
Théodore de Banville, Mallarmé, Heredia, Cézanne… Georges Gaillard était reçu enfant pendant ses vacances chez la mère de Nina de Callias (Ursule-Émilie Gaillard).
Il fréquenta de nombreuses personnalités du monde littéraire ou politique :
- le révolutionnaire anti-stalinien Boris Souvarine,
- André Maurois, la romancière Colette chez qui il déjeunait, Sacha Guitry, Yves Mirande et était apparenté à l'architecte Auguste Perret.

Il était un ami d’enfance d’Ernest Mercier, avec qui il fit ses études au lycée de Constantine (Algérie) et dont il fut proche toute sa vie.[réf. nécessaire]

## Carrière et activités

### Carrière administrative et politique
- 1901-1902 : Chef de cabinet du préfet de la Charente-Inférieure
- 1902-1903 : Chef de cabinet du préfet de la Seine-Inférieure
- 1904-1905 : Sous-préfet de Marennes (Charente Inférieure)
- 1905-1906 : Chef de cabinet du ministre de la Marine
- 1907-1910 : Sous-préfet de Mantes (Seine-et-Oise)[2]
- 1911 : Sous-préfet honoraire[3]

### Activité industrielle

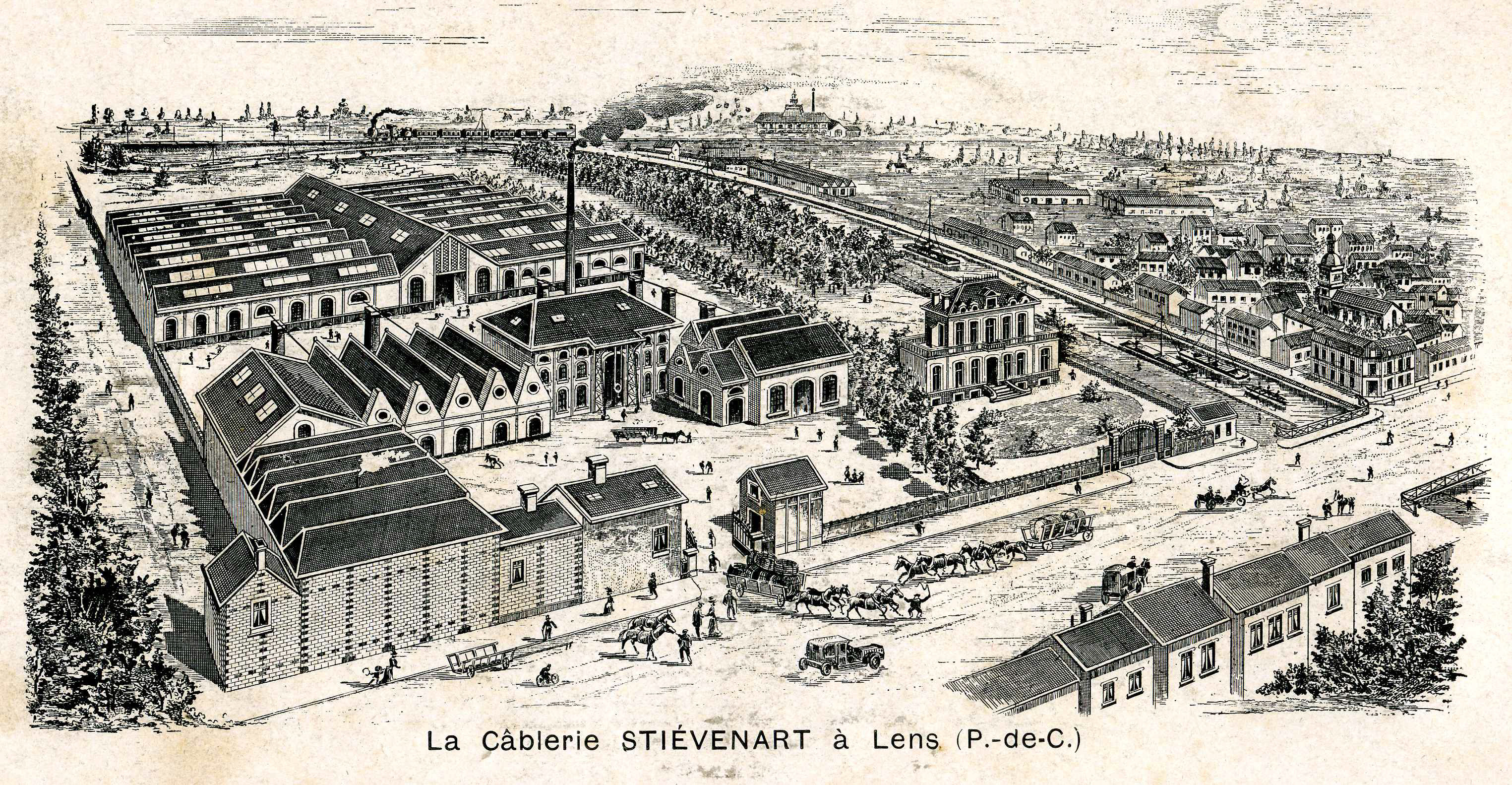
Établissements Gaillard-Stiévenart de Lens

- Établissements Gaillard-Stievenart (Laminoirs, Tréfileries, Câbleries de Lens) société anonyme au capital de 20 000 000 F) de 1918 à 1938[4].

Comme administrateur-délégué (1911 à 1938) des Laminoirs, Tréfileries, Câblerie de Lens, il a traité des marchés importants et des plus secrets avec le ministère de la Marine.
Il a notamment pris des brevets personnels de filets pare-torpilles, anti-sous-marins et de dragues électriques de mines, dont la Marine nationale était la seule à disposer – a procédé à la mise au mise au point de ces engins dans le plus grand secret, en collaboration étroite avec les services de l'Arsenal du Mourillon (1930-1940).
- Administrateur des Chantiers maritimes du Sud Ouest
- Administrateur des Chantiers maritimes de Fécamp
- Administrateur des Chantiers maritimes de Paimpol
- Administrateur de la Société l'éclairage Levent
- Administrateur de la Société des Grands hôtels de la Méditerranée

- Administrateur, délégué par le Gouvernement Français, des Sociétés allemandes installées sous le régime Français à Paris :
  - 1930 à 1939 : Sté Siemens France (Président Général Royer)
  - 1924 à 1934 : Sté Bamag-Meguin (installation de la poudrerie de Toulouse)
  - 1923 à 1933 : Sté Ernest Heckel de Sarrebrück (pendant l'occupation française de la Sarre)
  - 1930 à 1936 : Sté Caisse enregistreuse Record

### Activité sociale
- Délégué au Conseil économique du Travail organisé par le CGT (1920)
- Fondateur du Syndicat professionnel des ingénieurs et techniciens de l'industrie (USTICA) organisme rattaché à la CGT.
- Membre de la Commission d'enseignement technique de Lens
- A créé à Marennes en 1902 les premiers syndicats ouvriers – a organisé à Mantes l'Union des syndicats ouvriers
- Titulaire d'une motion de félicitations de la Commission internationale du Travail pour les réalisations sociales de son usine de Lens (1929) : coopérative, bains-douches, fonds de retraite et de prévoyance, fonds de congés payés, cantine, cité ouvrière modèle.

### Activités dans la presse
Il est écrivain d'articles à la demande du ministère des Affaires étrangères durant la guerre 1914-1918.
Il est cofondateur de La Revue de Hollande, revue littéraire qui a existé de 1915 à 1918 et  qui lança de nombreux écrivains dont André Maurois).
Correspondant en Hollande pour :
- Le Temps
- Excelsior
- Le Matin

Il collabore après la guerre 1939-1945 au journal France Outremer, la reprise du Monde colonial illustré,

## Décorations
- Officier de la Légion d'honneur à titre militaire[6].
- Croix de guerre avec trois palmes
- Médaille militaire
- Médaille des évadés avec deux palmes

## Citations
« Aujourd'hui, nos jeunes Bourgeois arrivistes, candidats ou élus Socialistes et Communistes rivalisent de démagogie et d'excitation à la haine des classes.
Ce sont ces mauvais bergers, ces politiciens renégats, ambitieux et sans scrupules, qu'il faut écarter des Syndicats, dont ils veulent faire un moyen de propagande et un instrument de guerre politique.
Il faut refaire avec nos enfants une élite libérale, indépendante et désintéressée, qui, comme nous l'avons fait à notre heure, assurera, à son tour, l'éducation populaire, défendra utilement les justes revendications, consolidera les améliorations sociales réalisées, préparera sagement la réforme d'un régime économique désuet et impuissant.
Voilà l'œuvre à accomplir par notre Bourgeoisie intellectuelle que certains voudraient compromettre dans la défense de privilèges périmés, d'autres utiliser à des fins révolutionnaires stériles.
Il lui appartient de préparer les cadres de l'Organisation syndicale professionnelle en dehors de toutes arrière-pensées de domination politiques. Elle doit, avec une jeune classe ouvrière, consciente et éclairée, faire du Parti Socialiste le grand Parti idéaliste et humanitaire dont notre génération libérale attendait la Justice Sociale et la Paix des Peuples. »

— Lettre ouverte parue dans l'hebdomadaire politique et social Les Nouveaux Cahiers en 1938 en réponse à une conférence du directeur général d'Als-Thom sur « Le Syndicat unique et obligatoire »

« Les questions sociales se résoudront, et ne se résoudront, que par une entente tacite et légale du patronat et du salariat.
Il ne peut y avoir de lutte des classes, car il n'y a pas de classes dans une démocratie. Les patrons, les chefs d'industrie, les chefs de gouvernement, sont tous fils ou petit-fils d'ouvriers intellectuels ou manuels.
Le plus modeste des ouvriers peut voir son fils devenir un des dirigeants des sociétés et de la Société.
Ce n'est que par l'évolution, par une plus juste compréhension des intérêts en présence, des droits et des devoirs respectifs, que se résoudront pacifiquement dans l'ordre et la légalité, les transformations nécessaires à une vie meilleure, à une amélioration toujours plus complète du sort des travailleurs. »

— Extrait discours

« Nous sommes nombreux, qui, à cette heure grave, souhaiterions un rapprochement de Gaulle-Giraud.(…) Il ne faut pas oublier qu'il [Giraud] a dans l'armée des partisans nombreux et dévoués.
Je sais votre esprit large et vos vues élevées et je souhaiterais vous rencontrer pour tenter avec vous, de dissiper un malentendu déplorable de nature à porter préjudice à l'œuvre de Réconciliation et de Rassemblement que vous avez entreprise aux côtés de de Gaulle. »

— Lettre à André Malraux le 25 août 1947 pour un rapprochement de Gaulle-Giraud

### Sources et bibliographie
- Excelsior, 10 janvier 1915
- La Voix du Nord, février 1927
- Le Journal de Lens, 18 février 1927
- L'Écho d'Alger, 11 juillet 1937